# Bibliothek am Guisanplatz

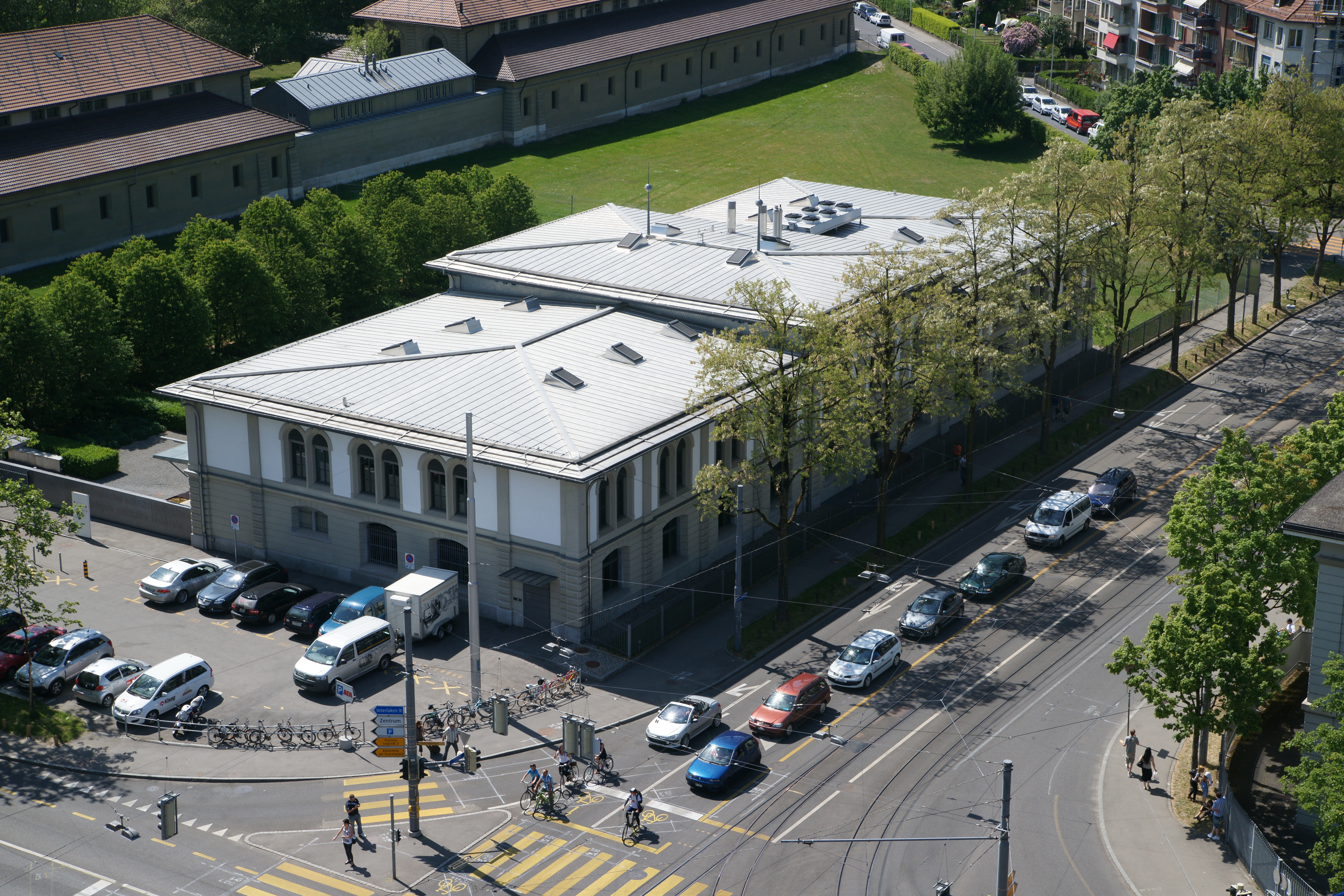
Bibliothek am Guisanplatz

Die Bibliothek am Guisanplatz (BiG, ehemals Eidgenössische Militärbibliothek, EMB) ist eine 1848 gegründete Fachbibliothek, welche am Guisanplatz im Spitalackerquartier der Stadt Bern ihren Sitz hat. Sie gehört zum Generalsekretariat des Eidgenössischen Departementes für Verteidigung, Bevölkerungsschutz und Sport (VBS) und ist öffentlich zugänglich. Sie ist das Fachinformationszentrum der Schweizerischen Bundesverwaltung für Themen wie Geschichte, Politik, Gesellschaft, Recht, Wirtschaft, Armee und andere.
Die Bibliothek trägt die Verantwortung für den Alexandria-Verbund (Bibliotheksverbund der Schweizerischen Bundesverwaltung), koordiniert alle Bibliotheken der Bundesverwaltung, sorgt für eine enge Zusammenarbeit im Informations- und Dokumentationsbereich und leitet die Dokumentationskonferenz des Bundes (DKB). Im Jahr 2022 sind die Bibliothek am Guisanplatz und der Bibliotheksverbund Alexandria dem Verbundkatalog swisscovery beigetreten.
Leiter ist Daniel Kohler. Sein Vorgänger war von 1984 bis 2016 Jürg Stüssi-Lauterburg.

## Bestand
Die Bibliothek hat über eine halbe Million Bücher und rund 7000 laufende Zeitschriften im Bestand. Die Sammelschwerpunkte liegen bei:
- Politik, Geopolitik und Sicherheitspolitik
- Gesellschaft
- Wirtschaft, Finanzmarkt und Management
- Geschichte und Militärgeschichte
- Militär und Armee
- Bevölkerungsschutz und Zivilschutz
- Recht
- Landwirtschaft
- Umwelt, Verkehr und Energie
- Architektur, Gebäudemanagement und Logistik
- Migration

Zudem betreut die Bibliothek auch eine Sammlung an historischen Landkarten sowie mehrere militärhistorische Spezialsammlungen und Archivbestände und verwaltet die integrierte Sammlung Korea. Die Autographensammlung Heberlein, die Militärpostkartensammlung und die Albert von Escher-Sammlung wurden digitalisiert und sind über das Internet abrufbar.

## Benutzung
Die Bestände stehen der Öffentlichkeit zur Verfügung. Die Bibliothek ist von Montag bis Freitag von 08.30-11.00 und von 14.00-16.30 Uhr geöffnet, wobei über Mittag durchgehend gearbeitet werden darf. In der Bibliothek stehen den Kunden mit PCs ausgerüstete Arbeitsplätze zur Verfügung, WLAN ist verfügbar. Die Bibliothek am Guisanplatz bietet zudem einen Recherchedienst an, welcher zu verschiedensten Themen Dokumentationen zusammenstellt und Recherchen vornimmt. Dieses Angebot steht sowohl der Bundesverwaltung als auch privaten Kunden der Bibliothek offen.

## Anlässe
Die Bibliothek lädt zu verschiedenen Anlässen, wie Vernissagen, Vorträgen und Führungen ein und nimmt seit 2007 an der Museumsnacht Bern teil.

## Ausstellungen
Die Bibliothek führt Ausstellungen zu ausgesuchten Themen durch, um sich und ihre Bestände der Öffentlichkeit näher zu bringen. Die Themen sind auf die Schweizer Geschichte ausgerichtet.

## Publikationen
Mit einer eigenen Schriftenreihe unterstützt die Bibliothek die historische und kulturwissenschaftliche Forschung. Sie bietet sich nicht zuletzt  Nachwuchswissenschaftlerinnen und Nachwuchswissenschaftlern für die Veröffentlichung ihrer Arbeiten an.
Die Schriftenreihe ist die Fortführung der Schriftenreihe der Eidgenössischen Militärbibliothek und des Historischen Dienstes. Seit Frühjahr 2013 erscheint sie in einem neuen Layout und wartet mit einem breiteren Themenspektrum auf.
Die Nummern der Schriftenreihe werden in loser Folge durch Beiträge im numéro S ergänzt.